# Aechmea perforata
Aechmea perforata é uma espécie de planta da família das bromeliáceas, típica da floresta Amazônica, no Brasil. É muito usada como planta ornamental.
Esta espécie perene é citada em Flora Brasiliensis por Carl Friedrich Philipp von Martius.

## Sinônimos
- Chevaliera perforata (L.B.Sm.) L.B.Sm. & W.J.Kress)